# Danziger Hof

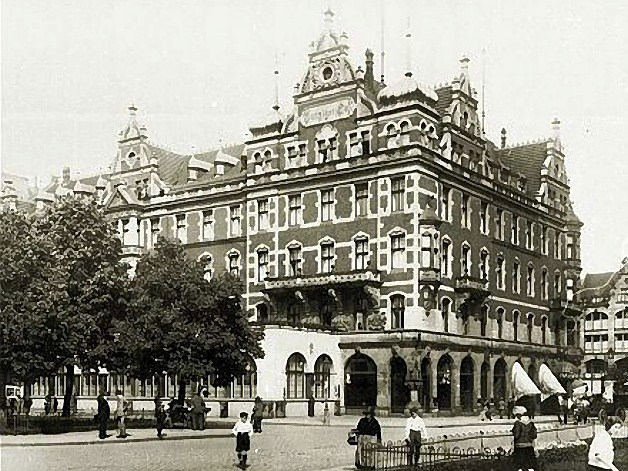
Danziger Hof, um 1900

Das Hotel Danziger Hof war ein 1899 eröffnetes Luxushotel in Danzig, am Hohen Tor zwischen Dominikswall (heute Wały Jagiellońskie) und Kohlenmarkt. Das Gebäude wurde 1961 abgebrochen.
Der Neorenaissance-Bau entstand nach Entwurf des renommierten, besonders für anspruchsvolle Hotelbauten bekannten Berliner Architekten Carl Gause, Mitinhaber des Baugeschäfts G. & C. Gause, und wurde 1899 fertiggestellt. Das Hotel hatte 120 Zimmer mit 157 Betten, eine Anzahl von Suiten und einen Speisesaal für rund 400 Personen. Das im Erdgeschoss des Gebäudes am Dominikswall gelegene Restaurant diente nicht nur zur Bewirtung der Hotelgäste, sondern war auch ein Anziehungspunkt für die Bürger der Stadt. An der Seite zum Hohen Tor lagen im Erdgeschoss außer dem eigentlichen Hoteleingang sieben Ladenlokale, in denen Einzelhandelsgeschäfte des gehobenen Bedarfs untergebracht waren, darunter zeitweise auch eine Kunstgalerie.
Vom 8. Februar bis zum 7. Juni 1920 war das Hotel vorübergehender Sitz des polnischen Generalkommissariats der Freien Stadt Danzig. Vom Ende der 1920er Jahre bis zum Ausbruch des Zweiten Weltkriegs beherbergte es die The British & Polish Trade Bank AG. Ab 1925 befand sich hier das Deutsche Generalkonsulat.
Ein musikalisches Ereignis im Hotel war der Auftritt des Berliner Opernensembles Kulturbund (Jüdischer Kulturverein) im Januar 1935 mit der Oper La serva padrona von Pergolesi. Im Hotel trat auch das Kabarett Eulenspiegel auf.
Im Jahr 1961 wurde das Haus abgerissen, um auf diesem Grundstück ein Möbelgeschäft zu errichten, das seinerseits 1972 zum Stadtbüro der Fluggesellschaft Polskie Linie Lotnicze LOT umgebaut wurde.

## Gäste des Hauses
- Wilhelm Canaris, deutscher Admiral, Chef des militärischen Geheimdienstes
- Wojciech Kossak, polnischer Maler
- Ignacy Paderewski, polnischer Pianist
- Kaiserin Auguste Viktoria und Kaiser Wilhelm II., 1903
- Prinz Johann Georg von Sachsen